# Électrophone
Ne doit pas être confondu avec Platine tourne-disques.
 (mars 2025).
Si vous disposez d'ouvrages ou d'articles de référence ou si vous connaissez des sites web de qualité traitant du thème abordé ici, merci de compléter l'article en donnant les références utiles à sa vérifiabilité et en les liant à la section « Notes et références ».

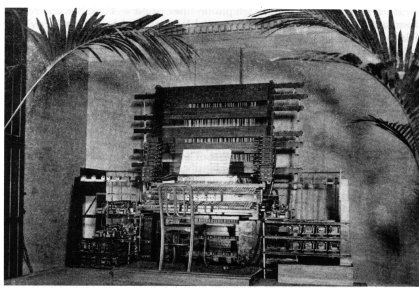
Telharmonium, Thaddeus Cahill, 1897.

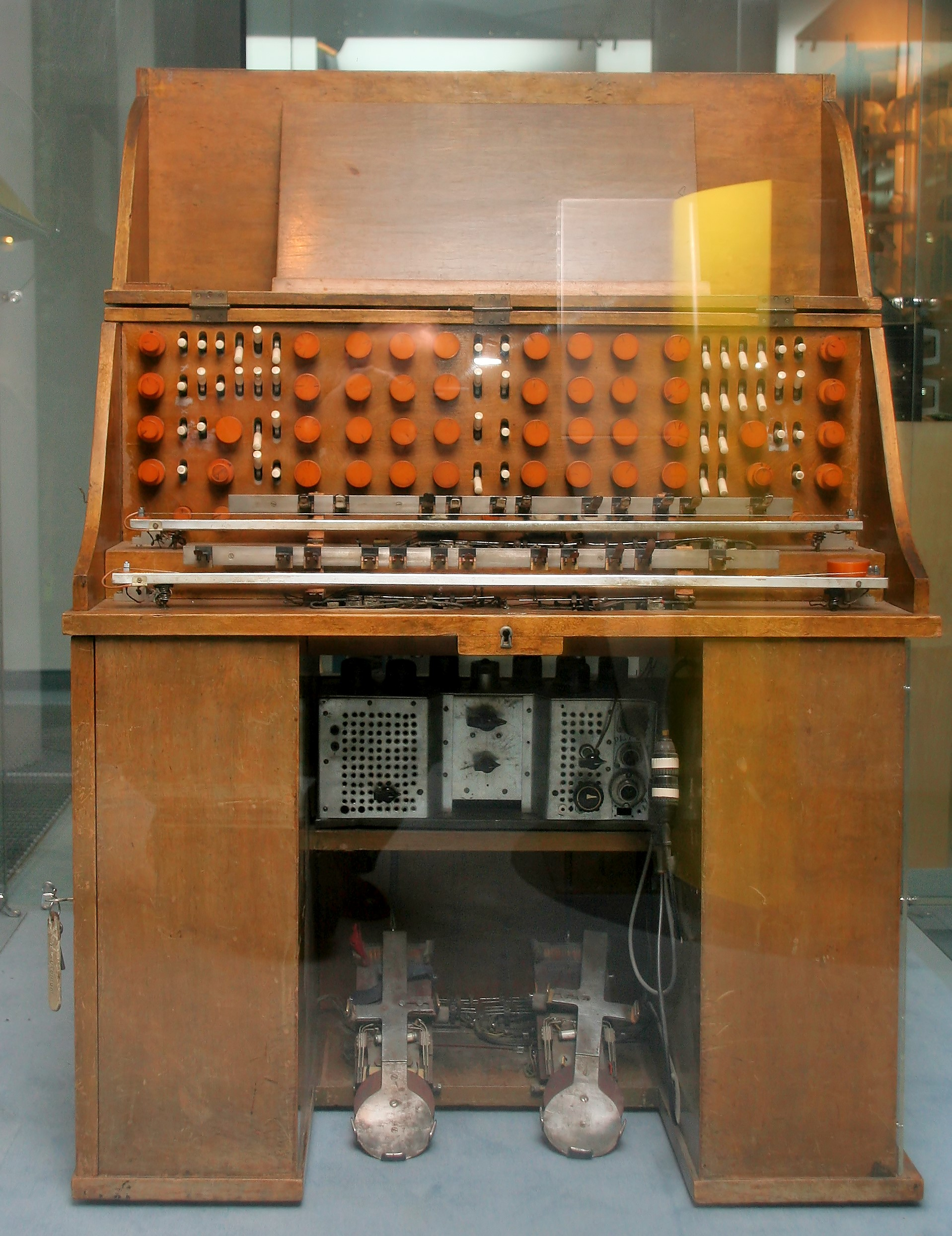
Trautonium, 1930.

Un électrophone est un instrument de musique dans lequel le son est généré au moyen d'un circuit électrique.
La catégorie n'a été ajoutée à la classification Hornbostel-Sachs de 1914 qu'après la révision du Galpin Society Journal en 1937.
On peut distinguer six sous-catégories distinctes :
1. Les instruments électro-acoustiques utilisent un dispositif mécanique produisant une vibration et un système d'amplification électronique. L'exemple le plus courant est la guitare électrique (qui n'est donc pas classée dans les cordophones), mais c'est aussi le cas des pianos électriques Fender-Rhodes ou Wurlitzer.
2. Les instruments électromécaniques utilisent un système de lecture sur support et d'amplification. C'est le cas du Mellotron, de la platine ou de l'orgue Hammond.
3. Les instruments électroniques analogiques génèrent un signal électrique avec un ou plusieurs oscillateurs. Bien que cette technologie puisse être simulée fidèlement par des synthétiseurs numériques, ces instruments sont encore assez répandus et, dans certains cas, même très recherchés sur le marché du vintage. Parmi ceux-ci on peut citer le Minimoog.
4. Les instruments numériques produisent un signal numérique sous forme de code binaire puis le convertissent en un signal analogique pouvant être amplifié. C'est le cas du Yamaha DX7.
5. Les instruments hybrides utilisent des systèmes numériques et analogiques pour la génération du signal. C'est le cas du PPG Wave 2.
6. Les instruments logiciels, ou « virtuels », ne nécessitent pas de matériel spécifique. Basés sur un système totalement numérique de génération du signal, ils peuvent émuler tout autre type d'instrument.

## Instruments électrophones
- Synthétiseur
- Batterie électronique
- Échantillonneur
- Piano électrique
  - Fender Rhodes
  - Wurlitzer
  - Yamaha CP Grand
- Boîte à rythmes
- Mellotron
- Ondes Martenot
- Ondioline
- Orgue électronique
- Piano numérique
- Synclavier
- Telharmonium
- Thérémine